# Max Planck-sällskapet

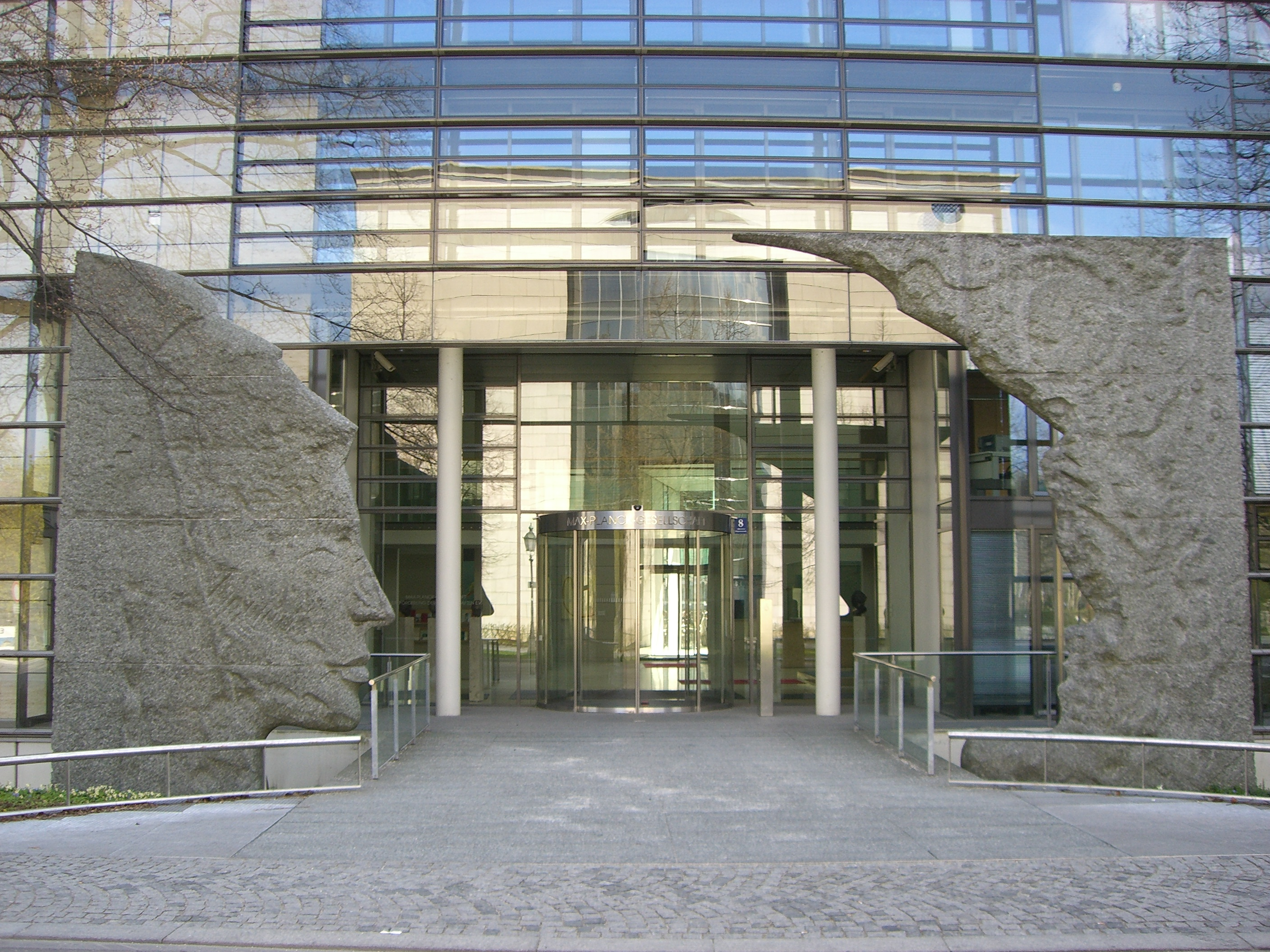
Ingången till MPG:s förvaltningsbyggnad i München. Sällskapets centrala administration är förlagd hit.

Max-Planck-Gesellschaft zur Förderung der Wissenschaften e.V. (’Max Planck-sällskapet för vetenskapens främjande’), som brukar förkortas MPG, är en oberoende icke-vinstinriktad forskningsorganisation med säte i Berlin i Tyskland. Den finansieras främst av de tyska delstaterna och den federala regeringen.
Max Planck-sällskapet driver ett 80-tal forskningsinstitut, med år 2007 totalt cirka 23 000 verksamma personer. Instituten, vilka vanligen bär namnet ”Max Planck-institutet för ...” (tyska: Max-Planck-Institut), finns över hela Tyskland och i vissa fall i andra europeiska länder. Forskningen inriktar sig främst på naturvetenskap, samhällsvetenskap och humaniora.
Organisationen hade en föregångare i Kaiser Wilhelm-sällskapet som grundades 1911. När forskningsväsendet återuppbyggdes efter andra världskriget, grundades Max Planck-sällskapet 1948 i Göttingen i den brittiska zonen av vad som skulle bli Västtyskland. I november 1949 anslöt sig även den franska zonen och sedermera även den amerikanska. Östtyskland var aldrig inblandat, men efter den tyska återföreningen har ett antal institut upprättats i de nya delstaterna, bland annat Max Planck-institutitet för evolutionär antropologi i Leipzig, där den svenske genetikern och Nobelpristagaren Svante Pääbo är verksam. Organisationen är uppkallad efter vetenskapsmannen och Nobelpristagaren Max Planck.

## Källhänvisningar
1. 1 2   max-planck-gesellschaft-zur-förderung-der-wissenschaften-ev i Nationalencyklopedins nätupplaga. Läst 11 februari 2015.